# Vitesse de coupe

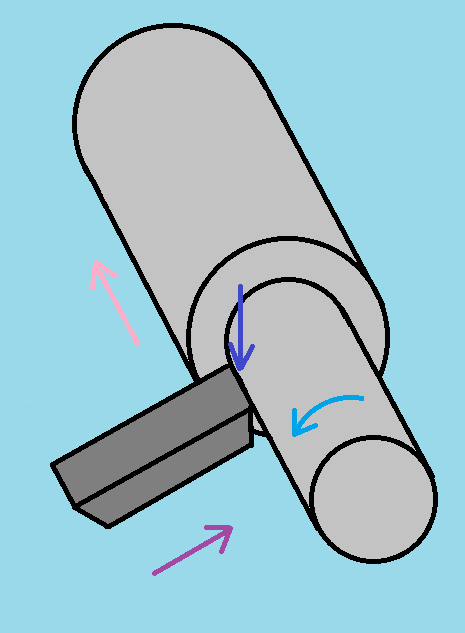
Dans l'usinage du tour.

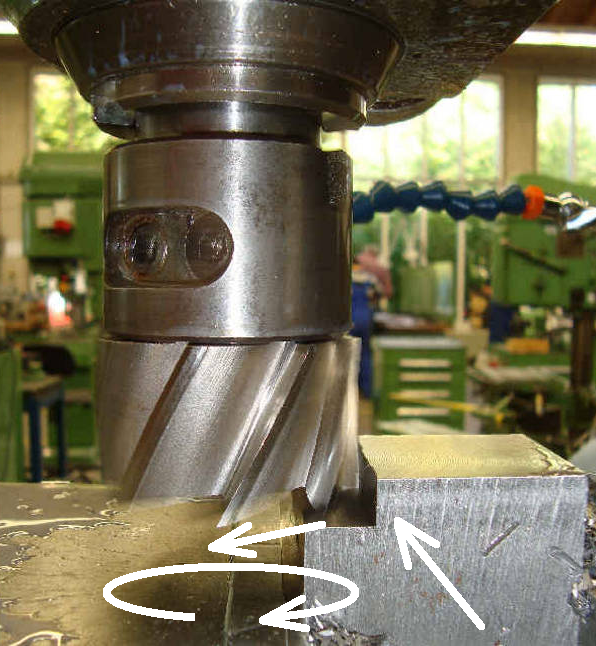
Dans l'usinage de la fraiseuse.

En usinage, la vitesse de coupe {\displaystyle v_{c}} est la distance parcourue par une dent en une minute. Elle est exprimée en mètres par minute (m/min), ou en pieds par minute (ft/min). 
En d'autres termes, elle correspond à la longueur du copeau enlevé exprimée en mètre par un outil de coupe en une minute.
Elle dépend de la matière usinée, du type d'opération, de l'outil, de l'état de surface souhaité, etc.
Ainsi a été développée une technique qui permet de déterminer la vitesse de coupe, la profondeur de passe et l'avance par dent en recherchant le minimum de la pression spécifique. On appelle cela le Couple Outil Matière (COM)
Elle est utilisée pour déterminer la fréquence de rotation (vitesse de rotation n) .

## Vitesse de coupe en fonction des matériaux
La vitesse de coupe est fonction à la fois de la matière à usiner et de la matière de l'outil. Il existe une méthode nommée « couple outil-matière » qui permet de déterminer la vitesse de coupe correcte pour usiner le matériau. La vitesse de coupe est supérieure quand il y a lubrification par rapport à la coupe « à sec ».
Unité de {\displaystyle v_{c}} : mètres par minute, symbole : m/min.
| Matériau à usiner                   | Outil en acier rapide supérieur | Outil en carbure | Outil en céramique                         | Usinage grande vitesse (UGV) |
| ----------------------------------- | ------------------------------- | ---------------- | ------------------------------------------ | ---------------------------- |
| Acier (résilient)                   | 15 - 18                         | 60 - 70          |                                            | -                            |
| Acier doux                          | 30 - 38                         | 110 - 140        |                                            | -                            |
| Fonte (moyenne)                     | 18 - 24                         | 70 - 85          |                                            | -                            |
| Bronze                              | 24-45                           | 100-140          |                                            | -                            |
| Laiton (recuit)                     | 45 - 60                         | 100-200          |                                            | -                            |
| Aluminium                           | 75 - 400                        | 150 - 1 000      |                                            | 2 000                        |
| Titane                              | 30                              | 60 - 70          |                                            | -                            |
| Superalliages base Nickel (Inconel) |                                 | 30 - 50          | 200 - 300 (tournage) 700 - 1000 (fraisage) |                              |

## Mouvement de coupe circulaire
Lorsque le mouvement de coupe est circulaire, par exemple pour le tour ou la fraiseuse, la fréquence de rotation {\displaystyle n} est déterminée par la formule :
{\displaystyle n={\frac {v_{c}\times 1000}{\pi \cdot d_{e}}}}

{\displaystyle n} : fréquence de rotation (en tr/min)

{\displaystyle v_{c}} : vitesse de coupe (en m/min)

{\displaystyle \pi } : constante Pi

{\displaystyle d_{e}} : diamètre de l'outil pour le fraisage et diamètre de la pièce de révolution pour le tournage (en mm)

## Vitesse d'avance de l'outil de coupe
À partir de la vitesse de rotation calculée, nous pouvons calculer la vitesse d’avance en fraisage, en utilisant la formule suivante :
{\displaystyle Vf=z*fz*N}

Vf : Avance de l'outil de coupe en mm/min

z : nombre de dents de l'outil

fz : Avance par dents en mm

n : fréquence de rotation
Pour déterminer la vitesse d'avance lors du tournage, étant donné que l'outil ne possède qu'une seule arrête de coupe et que la vitesse de coupe dépend du diamètre usiné, nous allons simplement appliquer une avance constante (par exemple 0,1 mm par tour).